# Stráž (Tachov)
Stráž é uma comuna checa localizada na região de Plzeň, distrito de Tachov.